# Ботельо, Карлос
Карлос Ботельо (порт. Carlos Botelho; 10 февраля 1964, Шавиш — 29 марта 2014, там же) — португальский художник, иллюстратор, графический дизайнер и скульптор. Представитель экспрессионизма, фигуративизма и Digital art.

## Биография
Обучался в лиссабонском Центре искусства и визуальных коммуникаций, после окончания которого занялся художественно-рекламным дизайном, плакатами, оформлением ряда общественных объектов, в том силе, Вокзала Росиу в Лиссабоне, создал большое панно, посвящённое столетию со дня рождения Фернандо Пессоа в Лиссабоне, был сценографом театра С. Луиса и Coliseu dos Recreios, официальным декоратором павильона Гвинеи-Бисау на Expo98. Автор многочисленных иллюстраций для выставочных каталогов, книг по искусству и поэзии. Постоянный автор иллюстраций в статьях агентства World News.
В 1989 году был автором и продюсером рекламной кампании в Португалии телесериала «Рыцарь дорог».
С 1992 года — член Центра традиционных исследований Афонсо Домингеса. Автор и основатель Wikilusa- Португальской Цифровой Мультимедийной Энциклопедии (2008), член Международной академии геральдики (2009), член Португальской академии экслибриса (2009).
Участник многих выставок.

## Избранные работы
- Юность
- Барак Обама
- Eunice Muñoz
- Линия жизни
- Жозе Сарамаго
- Raul Proença